# Bakonszeg
Bakonszeg (vyslovováno [bakonseg], rumunsky Bacaia) je velká vesnice v Maďarsku v župě Hajdú-Bihar, spadající pod okres Berettyóújfalu. Nachází se u řeky Berettyó, asi 5 km jihozápadně od Berettyóújfalu. V roce 2015 zde žilo 1 194 obyvatel. Dle údajů z roku 2001 zde byli všichni obyvatelé maďarské národnosti.
Sousedními vesnicemi jsou Bihartorda, Nagyrábé a Zsáka, sousedním městem Berettyóújfalu.